# Pyrostria sarodranensis
Pyrostria sarodranensis är en måreväxtart som beskrevs av Alberto Judice Leote Cavaco. Pyrostria sarodranensis ingår i släktet Pyrostria och familjen måreväxter. Inga underarter finns listade i Catalogue of Life.